# Papuacalia gandin
Papuacalia gandin là một loài thực vật có hoa trong họ Cúc. Loài này được (P.Royen) Veldkamp mô tả khoa học đầu tiên năm 1991.